# 高橋基子
高橋 基子（たかはし もとこ、生年非公開・11月10日 - ）は日本のタレント、元ディスクジョッキー。血液型はA型。愛称は「モコ」。

## 略歴・人物
兵庫県西宮市生まれで、クリスチャン一家の出身。絵と歌は子供の頃から得意で、将来は画家になろうとも思っていた。
小学校5年生の時に一家は愛媛県松山市へ転居。松山東雲中学校・高等学校卒業、多摩美術大学油絵科卒業。高校生時代の部活は美術部で、県展に入賞することもしばしばあった。
大学卒業後は、画家になることや子供の頃からアメリカへ行くことを決めていたということから、アメリカへ。知り合いの居るラスベガスに滞在し、ネバダ大学ラスベガス校で半年学んだ後、サンフランシスコの美術学校に通う。
多摩美術大学時代の友人にイラストレーターの大橋歩が居り、大橋が週刊「平凡パンチ」の表紙のイラストを担当していた関係から彼女によって高橋が平凡出版（現・マガジンハウス）の社長に紹介され、これが高橋が芸能界入りするきっかけともなる。後にオーディション参加の通知が高橋の元に来たが、これが『ザ・パンチ・パンチ・パンチ』（ニッポン放送）のパンチガールオーディションの通知であった。川口まさみ、シリア・ポールと共に初代パンチガールオーディションに合格し、『ザ・パンチ・パンチ・パンチ』はこの3人を初代パーソナリティとしてスタート。この3人で「モコ・ビーバー・オリーブ」として活動し、レコードデビューも果たした。このグループ以前に既に芸能のキャリアがあった川口（ビーバー）、シリア（オリーブ）に対し、高橋はこれ以前の芸能のキャリアが無かったことから、「この二人がいたからこそ今の私がある」と話している。
その後ソロでもレコードをリリース。ラジオパーソナリティの他、テレビのバラエティ番組、テレビドラマ、映画と出演を続ける。
夫はFM東京のディレクターで、『歌謡バラエティ』のパーソナリティとディレクターとして知り合った関係。夫が広島FMに出向したことに伴い一時広島に移住し、1994年4月から数年間は広島FMでパーソナリティを務めていた。
（当時の愛車は横浜ナンバー ワインレッドのＹ３１型日産・グロリア）

## 出演番組

### ラジオ
- マイラブリーポップス（NHK-FM）
- ニューサウンズスペシャル（NHK-FM）[2]
- ミュージック・トレンド（NHK-FM）- 1992年4月11日～1994年4月1日
- ザ・パンチ・パンチ・パンチ（ニッポン放送）- 初代パーソナリティ「モコ・ビーバー・オリーブ」[2]
- 青春ホットライン（ニッポン放送）
- ばつぐんジョッキー（CBCラジオ）- 1972年10月～1978年3月、金曜パーソナリティ
- ヤクルト・ミニミニ・コンサート（ABCラジオ）[4]
- 歌謡バラエティ（FM東京）- 1971年10月～1972年3月・水曜パーソナリティ、 1972年10月～1973年3月・水曜パーソナリティ
- マクセル・ユア・ポップス（FM東京）[4]
- ビクター・ミュージック・プラザ（FM東京）[4]
- アフタヌーン・ライブステーション gogoja（広島FM）- 1994年4月から数年間。月曜・水曜担当

### テレビ

#### バラエティ
- 11PM（読売テレビ）
- オールナイトフジ（フジテレビ）[1]
- 家族でハッスル歌合戦（フジテレビ）
- ぎんざNOW!（TBS）- 生CM「「モコのラブヘアーインタビュー」出演など
- 23時ショー（テレビ朝日）- 第2期（1977年10月 - 1979年9月）出演
- スターどっきり㊙報告（フジテレビ）- 三波伸介キャップ時代前期（1976年 - ）、リポーターとして出演
- 奥さま2時です（東京12チャンネル）

#### ドラマ
- くるくるくるり（日本テレビ）- 1973年11月23日～1974年4月5日
- なつかしき海の歌（TBS）- 1975年9月21日
- ガラスの知恵の輪（MBS・TBS系）- 1982年5月26日～1982年6月30日
- 夫婦生活（TBS）

#### CM
- 食協（江刺金札米）

## 映画
- 男はつらいよ 柴又慕情（1972年8月5日公開、松竹）- みどり 役
- 男はつらいよ 寅次郎恋やつれ（1974年8月3日公開、松竹）- みどり 役
- 男はつらいよ 寅次郎紙風船(1981年12月29日に公開、松竹) - 夢の中のアナウンサー 役
- こいのわ婚活 クルージング（2017年11月18日公開、KADOKAWA）- 男はつらいよ 柴又慕情の視聴シーン

## 音楽作品

### シングル
モコ・ビーバー・オリーブ
- わすれたいのに（詞：奥山侊伸、曲：L.Kolber、編曲：ありたあきら）／シックスティーン・リーズン（1969年2月1日　東芝EMI）
- 幸せすぎたの（訳詞：高階有吉、曲：B.Lowe、編曲：ありたあきら）／ささやく天使（1969年　東芝EMI）
- 海の底でうたう唄（詞：尾崎きよみ、曲：関口直人、編曲：青木望）／タイム・アフター・タイム（1969年12月20日　東芝EMI）

ソロ
- ビビビのビ[注釈 2]（詞：末松康生、曲：坂田晃一、編曲：坂田晃一）／あのひとは飛んでいった（1972年5月25日発売　日本コロムビア）

### アルバム
モコ・ビーバー・オリーブ
- わすれたいのに（1969年9月、1993年及び2003年に限定再盤）

わすれたいのに、シークレット・ラヴ、つのる想い、アンチェインド・メロディー、やさしくしてね、オー・ディオ・ミオ、幸せすぎたの、ささやく天使、愛の誓い、夢をみるだけ、タイム・アフター・タイム、シックスティーン・リーズン
以下は1993年盤ボーナス・トラック - 海の底でうたう歌、雨のくちづけ、百粒の涙、しあわせの鐘、愛のひとこと